# Bodil og Jørgen Munch-Christensens debutantpris
Bodil og Jørgen Munch-Christensens debutantpris blev stiftet i 2005 og uddeles årligt til "to yngre danske forfattere, der har haft en lovende debut".
Bodil (1919-2001) og Jørgen Munch-Christensen (1918-2004) drev boghandel i Vejle fra 1947 til 1998 og antikvariat fra 1982 til 2004. Antikvariatet var legendarisk og kendt af forfattere og andre litterært interesserede fra hele landet. Jørgen Munch-Christensen var hovedmanden bag oprettelsen af Vejle Litteraturforening i 1941.
Foreningen var en stor succes og nåede 1000 medlemmer og kunne samle op til 700 tilhørere til de litterære arrangementer.
Jørgen Munch-Christensen var aktiv i modstandsbevægelsen og har beskrevet det i bogen Undergrunden i Vejle: Besættelsen og Kapitulationen. Derudover har han udgivet sine erindringer med bogen Blandt brave borgere i Vejle og er portrætteret i bogen Boghandleren: Jørgen Munch-Christensen 1918-2004, der er skrevet af Poul Porskær Poulsen.
Prisen uddeles hvert år til to forfattere under 50 år, der hver får 50.000 kr. og dermed er det en af de største debutantpriser i Danmark.

## Prisvindere
| 2006: | Maja Lee Langvad: Find Holger Danske                                                   |                                                     |
| 2007: | Kim Leine: Kalak                                                                       | Henriette E. Møller: Jelne                          |
| 2008: | Meghan D. Jakobsen: Trods                                                              | Jacob Berner Moe: Vandel                            |
| 2009: | Lone Aburas: Føtexsøen                                                                 | Maja Magdalena Swiderska: The border breaking bunch |
| 2010: | Louise Øhrstrøm: Efter rosinen                                                         | Theis Ørntoft: Yeahsuiten                           |
| 2011: | Amalie Smith: De næste 5000 dage                                                       | Hanne Højgaard Viemose: Hannah                      |
| 2012: | Stine Pilgaard: Min mor siger                                                          | Asta Olivia Nordenhof: Et ansigt til Emily          |
| 2013: | Kristian Byskov: Mitose                                                                | Hassan Preisler: Brun mands byrde                   |
| 2014: | Signe Gjessing: Ud i det u-løse                                                        | Yahya Hassan: Yahya Hassan                          |
| 2015: | Caspar Eric: 7/11                                                                      | Ina Munch Christensen: Nielsine                     |
| 2016: | Jonas Eika Rasmussen: Lageret Huset Marie                                              | Ursula Scavenius: Fjer                              |
| 2017: | Liv Nimand Duvå: Vi er vel helte                                                       | Andreas Pedersen: Fryden                            |
| 2018: | Emma Bess: Mødre, døtre, søstre                                                        | Joakim Vilandt: Cassandra                           |
| 2019: | Marie-Louise Hansen: Olgas bog                                                         | Molly Balsby: Ponyprivilegiet                       |
| 2020: | Gry Stokkendahl Dalgas: Det er herfra jeg vil begynde at tale, disse ord kan finde vej | Runa Marie Luth: Kelly                              |
| 2021: | Glenn Bech: Farskibet                                                                  | Maria Hesselager: Jeg hedder Folkví                 |
| 2022  | Sebastian Nathan: Honey Moon                                                           | Rasmus Theisen: Andre hunde                         |
| 2023  | Benedicte Huang: Døtreskole                                                            | Nath Krause: Logan i Aokigahara                     |
| 2024  | Inger Smærup Sørensen: Dødsbo                                                          | Silas Toft: Solen er en fod bred                    |